# The Voice Within
"The Voice Within" é uma canção gravada pela cantora americana Christina Aguilera para seu quarto álbum, Stripped (2002). A canção foi escrita por Glen Ballard e Christina Aguilera com a produção de Ballard, a letra é sobre confiar em sí e em seus instintos. A canção é mais conhecida por mostrar mais uma potencia vocal de Aguilera na qual foi muito comparada com as cantoras Mariah Carey e Celine Dion. Foi considerada como "Uma balada de inspiração".
A canção foi lançada como o quinto e último single do álbum e alcançou um sucesso moderado na Europa e Austrália, onde atingiu o top #10 na maioria dos países. Foi um sucesso moderado nos Estados Unidos, atingindo o número #33 na Billboard Hot 100, número #11 na Billboard Pop Songs e número #16 no Adult Contemporary.
O single é mais conhecido por ser simples, mas o vídeo da música foi aclamado pela crítica que foi filmado todo em preto e branco com uma única câmera contínua e foi dirigido por David LaChapelle. O vídeo foi nomeado no MTV Video Music Awards. Aguilera cantou a canção na sua turnê Stripped World Tour.

## Antecedentes
As canções "Soar", "Impossible" e "The Voice Within" estavam concorrendo para ser o quinto single do álbum Stripped. Aguilera não queria "The Voice Within" para ser lançado como o quinto single. Sua escolha era a canção "Impossible", uma faixa que foi produzida por Alicia Keys, ela achava que iria ajudá-la a entrar no mercado urbano. A sua gravadora RCA, queria lançar uma balada durante a temporada de festas como eles fizeram no ano anterior com "Beautiful" e sentiu que "The Voice Within" era a candidata perfeito. Eventualmente, a gravadora de Aguilera tomou a decisão final e a ideia de "Impossible" de ser o último single foi desfeito.

## Composição
"The Voice Within" foi escrito tanto por Aguilera e Glen Ballard, e foi produzido por este último. É uma balada de piano sobre confiar em si mesmo e em seus instintos. A versão do álbum estende a canção cerca de cinco segundos e mistura-o com a faixa seguinte, "I'm OK". Uma edição alternativas clocking em 4 minutos e 26 segundos aparece no álbum de compilação dos sucessos de 2002/2003 Totally Hits 2004. A potência vocal de Aguilera variam de D3 a F♯5.
No piano, e na veia de "Beautiful", Christina consola e incentiva a jovem para "Olhar para dentro de si mesmo" em tempos difíceis. "A vida é uma viagem / Pode levar você a qualquer lugar que você escolher para ir / Enquanto você está aprendendo / Você vai encontrar tudo o que você precisa saber / Você vai fazer isso / Só não vá abandonar a si mesmo / Ninguém pode parar você / você sabe que eu estou falando com você!" O aparecimento de um coral no final aumenta o tom de inspiração da faixa.

## Recepção da crítica
| |  |  |
| Os criticos compararam The Voice Within com músicas de Celine Dion (esquerda) e Mariah Carey (direita). |  |  |

Josh Kun da Spin chamou a canção de "Uma balada de Celine Dion para adolescentes", enquanto Sal Cinquemani da revista Slant nomeou-a "uma balada com um forte vocal da geração". CD Universo escreveu uma resenha positiva, comentando: "Seu estilo, rico gutural funciona bem em números mais lentos, Mariah deve ter gostado de "The Voice Within". Amanda Murray de Sputnikmusic escreveu que a música é "cafona, e poderosa ao mesmo tempo".
O site Traveling to the Heart deu à canção uma revisão mista, escrevendo: "A música é de preenchimento, em meio a uma safra de baladas. A canção "Soar" seria uma escolha melhor, com este single, ela é enjoativa e, aparentemente, preso nos anos 90. "The Voice Within" parece como se fosse uma capa de uma canção rejeitada de Whitney Houston. A adição coro no final é uma overdose de sacarina e desnecessária. Com o coro, "The Voice Within" é muito mais dramática do que ele precisa ser" O site Epinions escreveu: "Embora "The Voice Within" é mais sentimental e clichê do que "Beautiful", ela se liga em "Stripped" do tema central e universal do amor-próprio"
Eamonn McCusker de The Fix Digital, escreveu uma resenha favorável, comentando: "A canção é a continuação de Beautiful, começando com Christina cantando solo, mas que gradualmente a canção para incluir um coro gospel, tambores balada de gordura e energia grandes, grossas cordas tocadas em um piano. Enquanto a música em si é tão boa quanto bonita, você perceber que, para o público, Christina Aguilera é uma das artistas com uma música boa e muitos outros que são pouco mais que esquecível. The Voice Within é bom, mas até Christina Aguilera se torna um pouco mais respeitada e começa a ter visitas regulares no Reino Unido, podemos esperar canções como esta no top 20".

## Desempenho nas paradas
A canção fez sucesso moderado na Europa e Austrália, onde atingiu o top 10 na maioria dos países. Nas paradas australianas (ARIA), a canção estreou no número #9, na semana de 1 de fevereiro de 2004. Na segunda semana, a canção chegou ao número #8. Coube a número #9, na terceira semana e ficou oito semanas no top 50. Na parada de singles da Áustria, a canção estreou no número #13, na semana de 21 de dezembro de 2003. Na terceira semana, a canção chegou ao número #7, e na quarta semana. O single ficou nas paradas por 18 semanas. Na parada de singles da Suíça, a canção chegou ao número #3, tornando-se o single do álbum Stripped de melhor desempenho por lá, ao lado Dirrty. Na parada de singles Sueco, a canção estreou no número #18. Na quinta semana, a canção chegou ao número #10 e que ficou nas paradas por semanas 13. Sobre o singles Holandês, a canção estreou no número #19 e na terceira semana, ele chegou ao número #8. Ela permaneceu por 14 semanas nas paradas.
Na Billboard Hot 100, a canção chegou ao número #33, tornando-se hit top-40 de Aguilera. E na Billboard Pop Songs, onde alcançou a posição número #11.

## Performances
Aguilera cantou "The Voice Within" na sua turnê Stripped World Tour em um medley com "Get Mine, Get Yours" e no seu DVD, Stripped Live in U.K..

## Vídeo musical

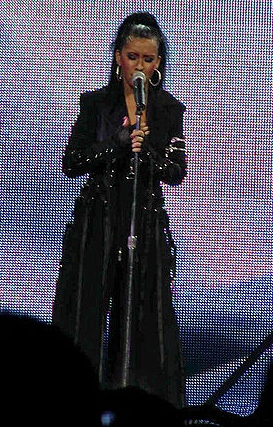
Aguilera performando a canção na Stripped World Tour.

O diretor do vídeo é o grande fotográfo e diretor David LaChapelle (que também já havia trabalhando antes com Christina nos vídeos de Dirrty e Can't Hold Us Down) e o encarregado da cinematografia foi Jeff Cronenweth. O clipe foi filmado em um teatro abandonado em Los Angeles, no dia 19 de setembro de 2003. Não foi tão grande o sucesso do vídeo como os outros vídeos de Christina, chegou a posição número um no TRL, mas não permaneceu 50 dias regulamentados para ser considerado um vídeo retirado.
O vídeo do single é totalmente preto e branco e consiste em uma só tomada, sem cortes, do princípio ao fim. No começo se vê em primeiro plano uma claquete cinematográfica (mostrando o nome do diretor e a data), a qual é retirada para deixar ver o rosto de Christina, que está sentada em um banquinho, dentro de um teatro abandonado. Aguilera veste uma camisola branca e está de cabelo preto. Durante a primeira estrofe e o primeiro refrão da canção a câmera vai se afastando lentamente de Aguilera, logo ela para e começa a cantar e a câmera se move suavemente em torno dela. Ao começo da ponte da canção, Aguilera começa a correr para fora do teatro chegando a uma rua molhada, justo no momento em que se dá o clímax da canção. Logo após interpretar o último refrão, Aguilera sobe em uma mesa de luz que se encontra na calçada, enquanto a câmera começa a subir para mostra-lá deitada sobre a mesa, para finalmente mostrar o céu estrelado
O vídeo foi nomeado em 2004 no MTV Video Music Awards na categoria "Melhor Vídeo Feminino", e "Melhor Cinematografia".

## Desempenho nas paradas musicais
| Tabela musical (2003-2004)                | Melhor posição |
| ----------------------------------------- | -------------- |
| Austrália - ARIA Charts                   | 8              |
| Áustria - Ö3 Austria Top 75               | 7              |
| Bélgica - Ultratop (Flandres)             | 14             |
| Canadá - Canadian Hot 100                 | 10             |
| Dinamarca - Billboard                     | 9              |
| União Europeia - European Hot 100 Singles | 13             |
| Finlândia - RIANZ                         | 6              |
| França - SNEP                             | 3              |
| Alemanha - Media Control Charts           | 13             |
| Irlanda - IRMA                            | 4              |
| Países Baixos - SNEP                      | 6              |
| Nova Zelândia - RIANZ                     | 16             |
| Noruega - VG-lista                        | 13             |
| Filipinas - SNEP                          | 1              |
| Suécia - Sverigetopplistan                | 10             |
| Suíça - Schweizer Hitparade               | 3              |
| Reino Unido - UK Singles Chart            | 9              |
| Estados Unidos - Billboard Pop Songs      | 11             |
| Estados Unidos - Billboard Hot 100        | 33             |

| Tabela musical (2003)          | Melhor posição |
| ------------------------------ | -------------- |
| Reino Unido - UK Singles Chart | 195            |

| Tabela musical (2004)       | Melhor posição |
| --------------------------- | -------------- |
| Áustria - Ö3 Austria Top 75 | 37             |
| Suíça - Schweizer Hitparade | 35             |